# Settsu
Settsu (摂津市, Settsu-shi), est une ville située au centre-nord de la préfecture d'Osaka, Japon. Elle est contiguë aux villes d’Osaka (Higashi-Yodogawa-ku), Takatsuki, Suita, Ibaraki, Neyagawa et Moriguchi.
Dans le sud de Settsu, la rivière Yodo traverse la ville du nord-est à l’ouest et, à la frontière entre Osaka (Higashiyodogawa-ku) et Settsu, la Yodo-gawa se sépare en deux. Une deuxième rivière s’appelle la Kanzakigawa. Il y a aussi les rivières Aigawa, Taishogawa, Yamadagawa et Syojakugawa dans Settsu.
La ligne Hankyū Kyōto, la ligne JR Kyoto et le monorail d'Osaka traversent cette ville.

## Histoire
- 1954 : le pont Torikai est achevé.
- 1964 : la ligne Tokaido Shinkansen est ouverte et la base Torikai du Shinkansen est achevée.
- 1966 : la ville a pris le nom de Settsu-shi.
- 1997 : les gares de Settsu et de Minami-Settsu de la ligne principale du monorail d'Osaka ont été ouvertes.
- 2020: une pollution des eaux à l'acide perfluorooctanoïque a été constatée à Settsu ; elle a mené à la forte présence de PFOA dans des échantillons sanguins prélevés sur la population. L'usine de Daikin située dans la ville, qui a utilisé cette substance jusqu'en 2015, est considérée comme la source probable de cette pollution[1].

## Jumelages
- Bundaberg (Australie) depuis 1998
- Bengbu (Chine) depuis 1984